# Nikolaj Chomeriki
Nikolaj Chomeriki (Mosca, 17 aprile 1975) è un regista e sceneggiatore russo.

## Filmografia parziale

### Regista
- Skazka pro temnotu (2009)
- Ledokol (2016)
- Belyj sneg (2021)[1]

## Premi
- Premio Kommersant al Festival cinematografico internazionale di Mosca
- Il premio principale del festival "Kinotavr"